# Svärdsriddarorden
Svärdsriddarorden, (latin: Fratres militiæ Christi Livoniae, ungefär Kristi ridderskaps bröder), var en andlig tysk riddarorden som grundades av Albert av Riga och som existerade under åren 1202-1237 i Livland.  Efter att ha lidit ett stort nederlag mot baltiska stammar vid Saule år 1236 förenade Svärdsriddarorden sig med Tyska orden i Preussen sistnämnda år, men behöll en viss självständighet och benämndes offentligt Tyska orden i Livland (Ordo Theutonicorum in Livonia). Riddare av orden benämns populärt svärdsriddare.

## Grundande
Svärdsriddarorden grundades år 1202 på initiativ av biskop Albert av Riga och cistercienserklostret Dünamünds abbot Theoderich år 1202 i ett försök att skapa en permanent styrka i Livland som var biskopen trogen och hjälpa till med kristnandet av landet. Orden kallades officiellt ’’Fratres militiae Christi’’ (Kristi riddarskaps bröder) men eftersom ordensdräkten bestod av en vit mantel prydd med ett rött kors och ett rött svärd kom den snart att kallas Svärdsriddarorden.

## Expansion och fall
Under sina första år expanderade orden kraftigt och byggde upp en organisation som i stort var självständig från biskopen av Riga. År 1216 hade orden blivit så stark att den kunde ta kontroll över södra Estland och företog räder ända in på ryskt område. De tvingades dock ut ur Estland efter en rysk offensiv år 1217 men kunde redan samma år gå på offensiven igen. Efter att norra Estland erövrats av kung Valdemar Sejr av Danmark 1219-1220 slöt orden upp på hans sida i en konflikt med Albert av Riga. När konflikten avslutades till Valdemars fördel år 1222 belönades svärdsriddarna med ytterligare områden och befann sig i en starkare position än de tidigare befunnit sig i.
År 1223 bröt ett uppror mot danskarna ut på Ösel och spred sig till resten av Estland. Svärdsriddarorden drabbades av svåra förluster och tvingades avstå två tredjedelar av sina områden till biskoparna av Riga och Reval för att försäkra sig om deras hjälp. Tillsammans med dessa lyckades de slå ner upproret under 1224.
Ordensbröderna kunde snart återuppta expansionsförsöken och år 1227 invaderades Ösel på order av stormästaren Volkwin von Naumburg zu Winterstätten. När tyskarna i Livland kom i konflikt med danskarna samma år erövrades det danska området och bland annat Reval tillföll Svärdsriddarorden. Därefter försökte orden expandera i Semgallen och Kurland men dessa expansionsföretag stoppades nästan helt mellan år 1230 och 1234 då orden kom i konflikt med en påvlig vicelegat. Först när denne legat blivit avsatt kunde svärdsriddarna år 1235 återuppta sina expansionsföretag, dock drabbades de påföljande år av ett så katastrofalt nederlag mot baltiska stammar vid Saule år 1236 att de befann sig på ruinens brant. Därför gick de år 1237 samman med Tyska Orden och bildade på så sätt en självständig gren av denna orden.

## Galleri

Ordens vapen
Ordens emblem och sigill
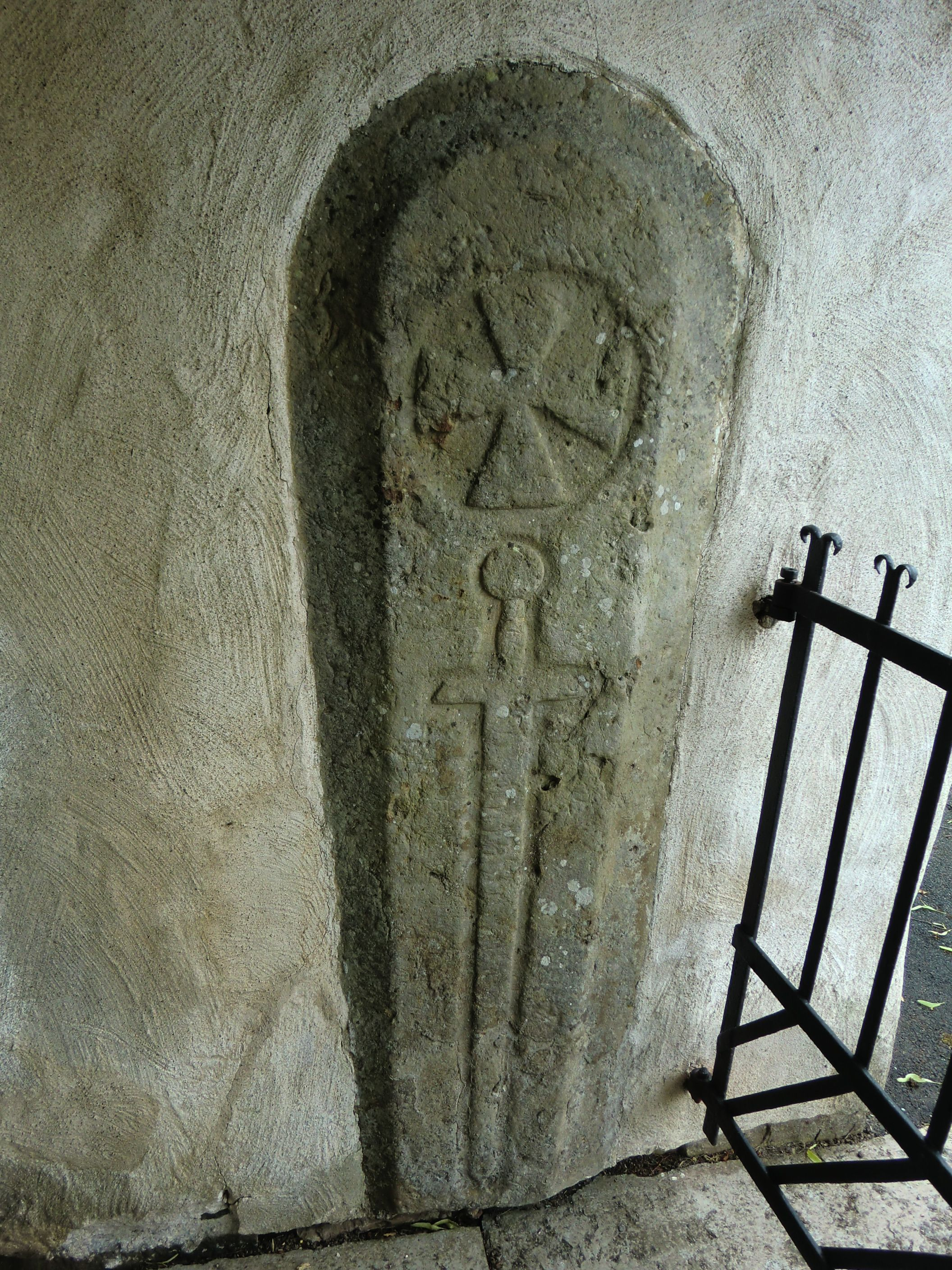
Friggeråkers kyrka. Korshäll/lockhäll 1100-1200-tal
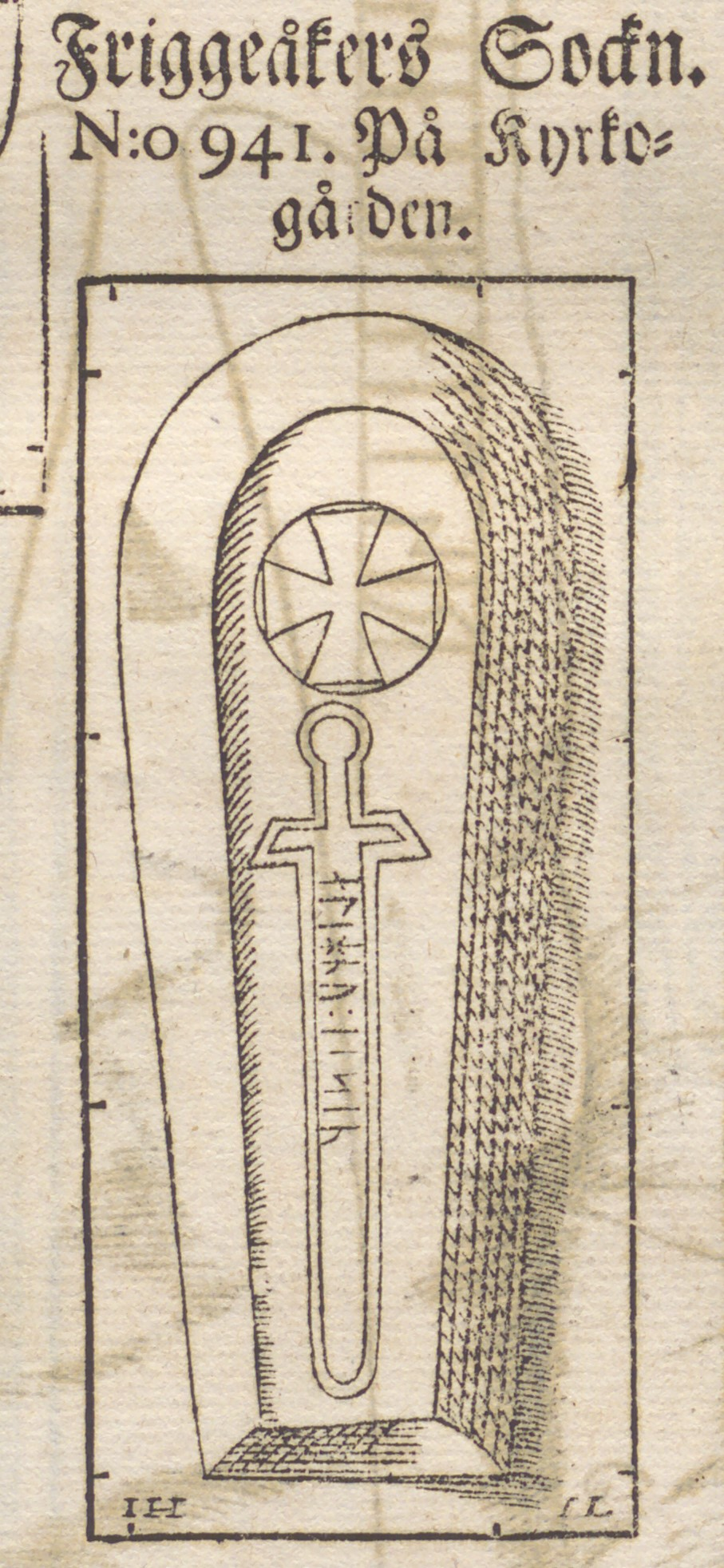
Från Bautil, 1750. (observera runorna på svärdet)